# 墮落街
《墮落街》（德語：Christiane F. - Wir Kinder vom Bahnhof Zoo），又名《吸毒少女》或《一個少女的自白》是一部西德在1981年上畫的電影，是一位當時在漢堡生活、名為Christiane的女子，回憶在1970年代時，14歲的她與一班朋友在西柏林的吸毒及荒唐生活。這故事後來亦被記錄成為小說，在世界各地發行。

## 劇情
14歲的Christiane來自一個單親家庭，她的母親在與丈夫離異之後，二人及年幼的妹妹在西柏林的一所公寓裡生活。當時正值的熱潮，她希望能夠進入當地的一家的士高《Sound》裡去玩。雖然她未夠進入迪斯可的合法年齡，但在朋友的協助下，她進入了這個迷幻的世界，還習慣了服用精神科藥物LSD。在這迷幻的世界裡，她一步一步的步進不可逆轉的深淵：在藥物的影響下，她與一班「朋友」經常在寓所內一起吸毒，並且搞性派對，與不知名的人物濫交。她甚至為了支撐毒品的費用，與友人一起踏上賣身的路，向不知名的陌生人、甚至是令她們反感的土耳其移民提議援交。
事件後來被母親揭發，母親本來以為當地的懲治機制可以使女兒悔改，誰知卻弄巧反拙；而當女兒出獄後，曾經與男友一起嘗試在當時認為是可行的戒毒方法：服用Valium或美沙酮，但情況沒有好轉。最後，她的母親決心把它帶離這個罪惡天堂，舉家移居漢堡，使女兒從此遠離這個罪惡天堂。
女主角之後得知，當年的好友有些因於公廁內服用過量海洛因而喪命，而當年的男友亦因為販毒而再度進牢。女主角離開西柏林後，終於得以重過新生活，但在她看到漢堡的發展後，發現當地一些少女被「的士高」、「迷幻搖滾」等新玩意吸引時，她才發現，好言相勸並不能使她們臨崖勒馬，因而感到無助。

## 演員列表
- Natja Brunckhorst 飾 Christiane F.
- Thomas Haustein 飾 Christiane 在當時的男友 Detlev
- Jens Kuphal 飾 Axel
- Rainer Woelk (credited as Rainer Wölk)
- Jan Georg Effler
- Christiane Reichelt 飾 Babsi
- Daniela Jaeger 飾 Kessi
- Kerstin Richter
- 大衛·寶兒 飾 本人

## 外部連結
- 互联网电影数据库（IMDb）上《Christiane F. - Wir Kinder vom Bahnhof Zoo》的资料（英文）